# Abreiteplatz

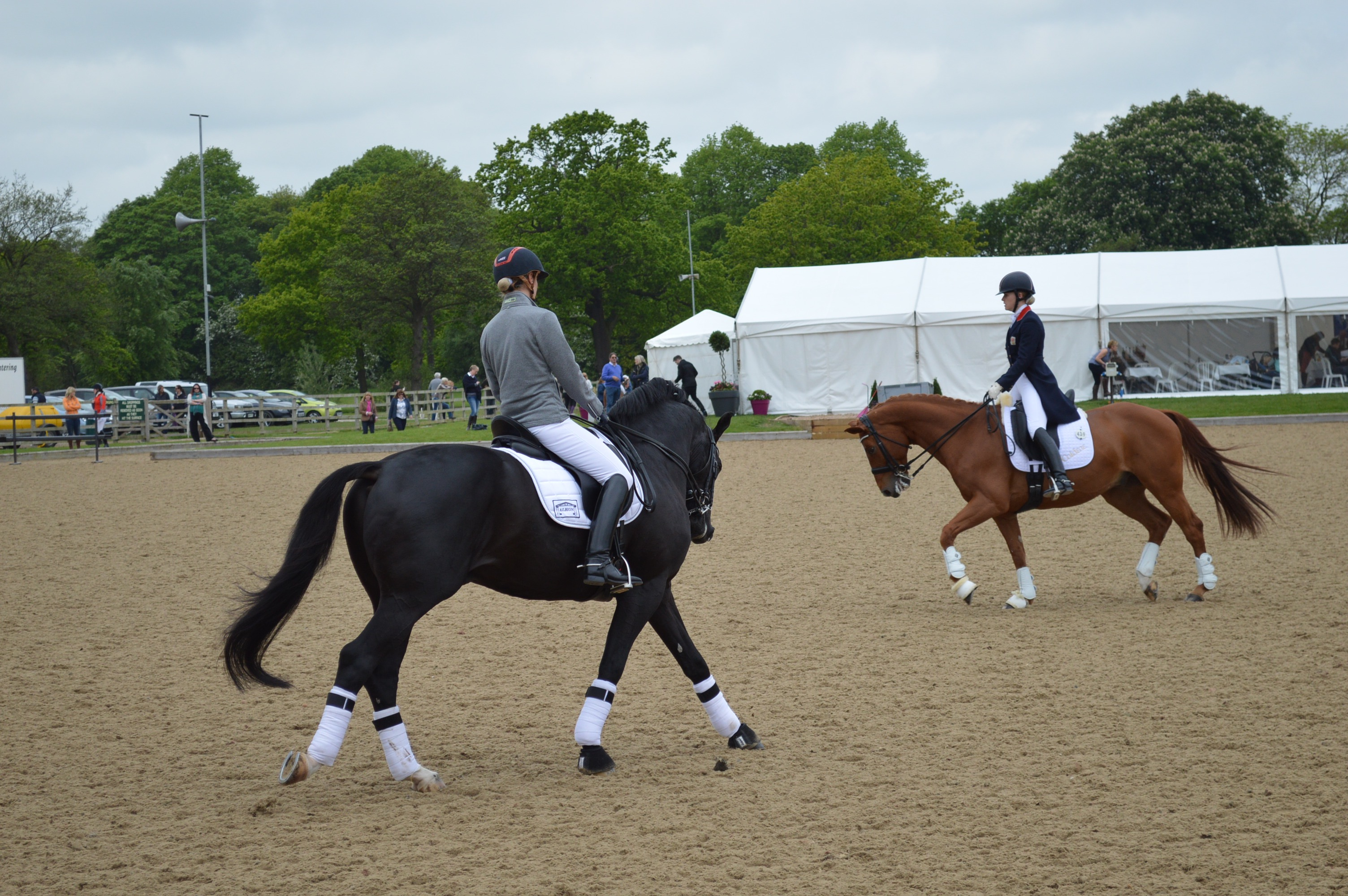
Abreiteplatz Dressur

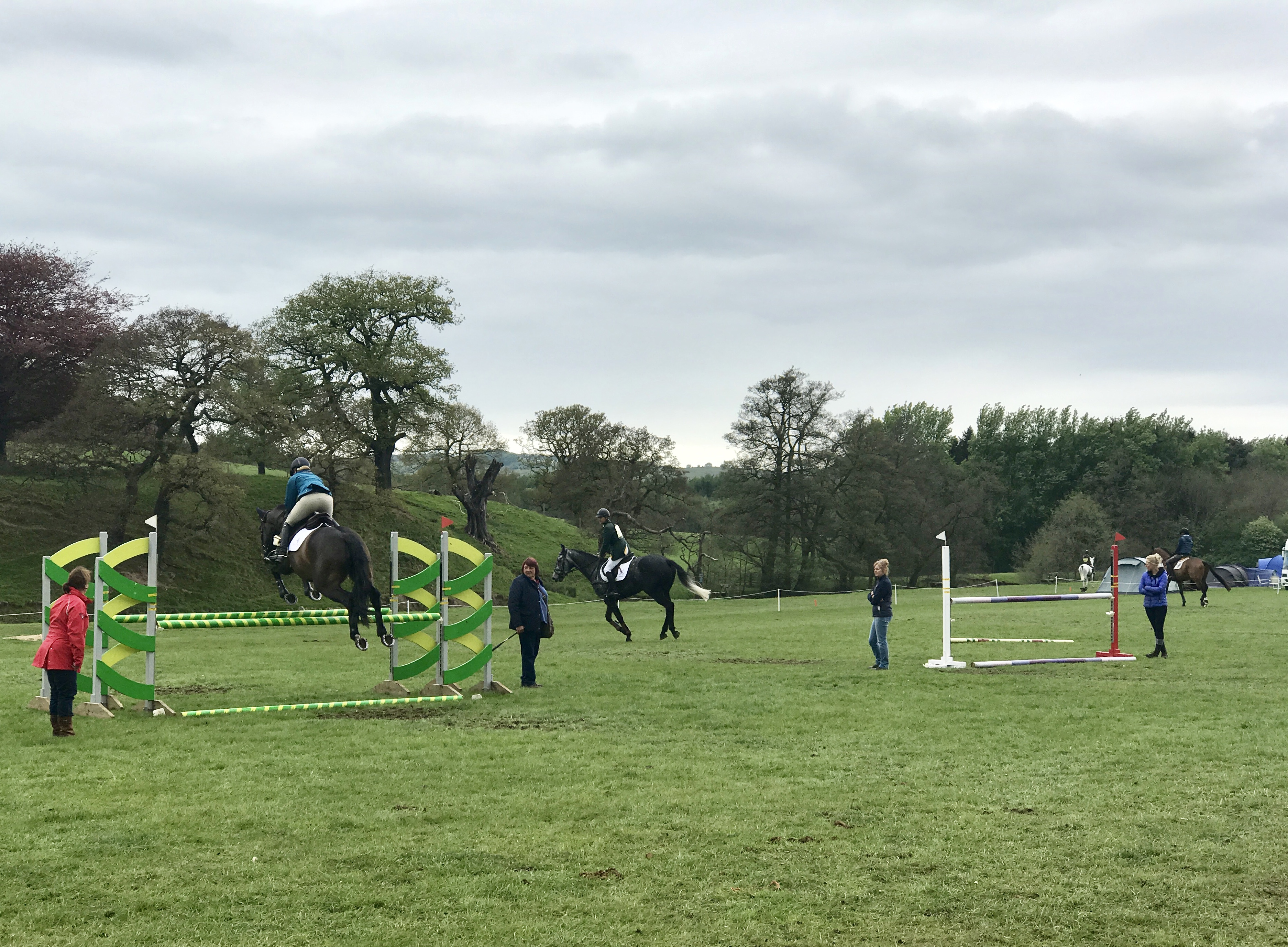
Abreiteplatz Springen

Der Begriff Abreiteplatz ist die umgangssprachliche Bezeichnung für den Vorbereitungsplatz bei Turnieren im Pferdesport. Da das Turniersport-Regelwerk LPO nicht nur für gerittene Prüfungen, sondern auch für Fahr- und Voltigierprüfungen gilt, wird in der LPO der Begriff Vorbereitungsplatz verwendet. Er bezeichnet ein abgegrenztes Areal, auf dem die Turnierteilnehmer ihre Pferde abreiten, beziehungsweise auf den Start vorbereiten.
Der Vorbereitungsplatz muss in der Nähe des Prüfungsplatzes liegen. Seine Größe muss in angemessenem Verhältnis zum Prüfungsplatz stehen (im Regelfall mindestens 20 × 60 m, Vorbereitungshallen mindestens 20 × 40 m). Bei der parallelen Durchführung von Spring- und Dressurprüfungen muss für jede Disziplin ein eigener Vorbereitungsplatz ausgewiesen werden. Auf dem Abreiteplatz für Springprüfungen sind mindestens zwei Hindernisse aufgebaut, ein Steilsprung sowie ein Oxer. Auf dem Vorbereitungsplatz muss ein Richter anwesend sein, der den regelgerechten Umgang der Reiter untereinander und mit ihren Pferden sicherstellt und die regelgerechte Ausrüstung überwacht.
Für die Arbeit der Pferde auf dem Vorbereitungsplatz gelten zum Teil andere Reglementierungen hinsichtlich der Ausrüstung von Reiter und Pferd als in der Prüfung. So sind auf dem Vorbereitungsplatz beispielsweise auch in der Dressur Gamaschen, Bandagen o. ä. zugelassen. Im LPO-Ausrüstungskatalog ist die in der Vorbereitung und in der Prüfung erlaubte Ausrüstung definiert. In hohen Springprüfungen ist außerdem das Abreiten mit Schlaufzügeln erlaubt, jedoch darf auf nationalen Turnieren mit Schlaufzügeln nicht gesprungen werden.
Bei Championaten dürfen teilnehmende Pferde auch auf dem Vorbereitungsplatz nur vom teilnehmenden Reiter gearbeitet werden.

## Beurteilung des Reiters und des Pferdes auf dem Vorbereitungsplatz
Die Prüfungsvorbereitung auf dem Turnier ist im Lauf der vergangenen Jahre immer stärker ins Blickfeld der Öffentlichkeit gerückt. Auffälliges Reiten auf dem Vorbereitungsplatz, das das Pferd unter Stress setzt und seine natürliche Bewegungsentfaltung einschränkt wird nicht nur von Zuschauern, Reitern, Trainern, Turnierfachleuten und Medien kritisch betrachtet, sondern auch von den Pferdesportverbänden.
Zur Einordnung welches Verhalten auf dem Vorbereitungsplatz pferdegerecht, auffällig oder nicht pferdegerecht ist, wurde von der FN ein Kriterienkatalog erarbeitet. Dieser existiert aufgrund disziplinspezifischer Unterschiede in drei Versionen: für das Reiten, das Fahren und das Voltigieren. Anhand des Kataloges beurteilt der Richter seine Beobachtungen auf dem Vorbereitungsplatz und schreitet gegebenenfalls ein.
Auf Grundlage des FN-Kriterienkatalogs „Vorbereitungsplatz“ hat auch der SVPS einen Katalog zur „Einordnung und Beurteilung des Verhaltens auf dem Abreitplatz“ veröffentlicht.